# Adem Demaçi
Adem Demaçi (Pristina, Regne de Iugoslàvia, 26 de febrer de 1936 - Pristina, 26 de juliol de 2018) fou un polític i defensor dels drets humans albano-kosovar crític amb el règim del general Josip Broz Tito, per la qual cosa fou empresonat en diverses ocasions.

## Biografia
Va néixer el 26 de febrer de 1936 a la ciutat de Pristina, capital de Kosovo, regió que en aquells moments formava part del Regne de Iugoslàvia.
Oposat fermament al règim dictatorial i comunista del general Josip Broz Tito s'erigí com la veu de la minoria albanesa a Iugoslàvia i es convertí en un presoner polític del règim comunista, passant un total de 28 anys a la presó durant tres períodes de reclusió entre els anys 1958-1961, 1964-1974 i 1975-1990, moments en els quals mai s'oposà a la seva detenció i defensà la via pacífica per aconseguir l'abolició del comunisme. Durant tot el període de reclusió fou reconegut com un presoner de consciència per part de l'organització Amnistia Internacional (AI).
Després del seu alliberament l'any 1991 fou guardonat amb el Premi Sàkharov per la Llibertat de Consciència concedit pel Parlament Europeu.
Durant la Guerra de Kosovo, Demaçi va romandre al seu país, i tot i que els soldats serbis coneixen qui era no li feren cap mal ni l'apresaren. Actualment és president del Consell per la Defensa del Drets Humans del Poble de Kosovo, i sent un gran defensor de la independència kosovar de Sèrbia no estalvia crítiques a l'Exèrcit d'Alliberament de Kosovo (KLA) per no acceptar les condicions pacífiques per a arribar a una entesa amb Sèrbia.